# Фролов, Иван Акимович
Иван Акимович Фролов (1917—1960) — младший лейтенант Рабоче-крестьянской Красной Армии, участник Великой Отечественной войны, Герой Советского Союза (1944).

## Биография
Иван Фролов родился 4 августа 1917 года в деревне Шимиделевка (ныне — Данковский район Липецкой области). После окончания начальной школы проживал и работал в Москве. В 1939 году Фролов был призван на службу в Рабоче-крестьянскую Красную Армию. Участвовал в боях советско-финской войны. С начала Великой Отечественной войны — на её фронтах. В боях неоднократно был ранен и контужен.
К июлю 1944 года старший сержант Иван Фролов командовал орудием 961-го стрелкового полка 274-й стрелковой дивизии 69-й армии 1-го Белорусского фронта. Отличился во время освобождения Польши. 27-28 июля 1944 года расчёт Фролова переправился через Вислу в районе города Пулавы и принял активное участие в боях за захват и удержание Пулавского плацдарма, только за первые три дня боёв уничтожив своим огнём около 150 солдат и офицеров противника. 31 июля 1944 года Фролов с товарищами удерживал позицию около католического костёла. Когда кончились снаряды, Фролов с товарищами продолжали вести огонь из стрелкового оружия и отбиваться гранатами.
Указом Президиума Верховного Совета СССР от 25 сентября 1944 года за «образцовое выполнение боевых заданий командования на фронте борьбы с немецкими захватчиками и проявленные при этом отвагу и геройство» старший сержант Иван Фролов был удостоен высокого звания Героя Советского Союза с вручением ордена Ленина и медали «Золотая Звезда» за номером 3101.
После окончания войны в звании младшего лейтенанта Фролов был уволен в запас. Проживал и работал в Липецке. Скоропостижно умер 11 марта 1960 года, похоронен на Калитниковском кладбище Москвы.
Был также награждён орденом Красной Звезды и рядом медалей.